# Peter Frederick Yeo
Peter Frederick Yeo (* 30. März 1929 in Kingston upon Thames; † 2010) war ein englischer Botaniker. Sein offizielles botanisches Autorenkürzel lautet „Yeo“.
Yeo spezialisierte sich auf die Taxonomie der Kulturpflanzen; intensiv widmete er sich der Gattung der Storchschnäbel (Geranium). Er war am Botanischen Garten der Universität Cambridge tätig. Er war auch Mitarbeiter bei der Flora Europaea, Band 1–5 (z. B. bei Euphrasia und Ruscus) und Mitherausgeber von The European Garden Flora.

## Werke
- Freiland-Geranien für Garten und Park. Eugen Ulmer Verlag, Stuttgart 1988, ISBN 3-8001-6362-4 (übersetzt von Marion Zerbst).
- Hardy Geraniums. Batsford 2005, ISBN 0-7134-8928-6.
- The European Garden Flora. Band 1 ff., 1986 Cambridge University Press, 1986-. ISBN 0-521-24859-0
- Michael Proctor, Peter Yeo, Andrew Lack: The natural history of pollination. 2009. ISBN 978-0-00-730858-3